# Serebrjany Bor (Sacha)
Serebrjany Bor (russisch Сере́бряный Бор) ist eine Siedlung städtischen Typs in der Republik Sacha (Jakutien) in Russland mit 4163 Einwohnern (Stand 14. Oktober 2010).

## Geographie
Der Ort liegt gut 650 km Luftlinie südsüdwestlich der Republikhauptstadt Jakutsk im südlichen Teil des Aldanhochlands. Unmittelbar östlich ist das Flüsschen Olongoro im System des Aldan zu einem mehrere Quadratkilometer großen Stausee angestaut.
Serebrjany Bor gehört zum Rajon Nerjungrinski und befindet sich etwa 7 km östlich von dessen Verwaltungszentrum Nerjungri. Die Siedlung ist Sitz und einzige Ortschaft der Stadtgemeinde (gorodskoje posselenije) Possjolok Serebrjany Bor.

## Geschichte
Die Siedlung wurde 1978 im Zusammenhang mit der Errichtung des Wärmekraftwerkes Nerjungrinskaja GRES gegründet und erhielt im gleichen Jahr den Status einer Siedlung städtischen Typs. Der Name steht im Russischen für Silberwäldchen.

### Bevölkerungsentwicklung
| Jahr | Einwohner |
| ---- | --------- |
| 1979 | 4.038     |
| 1989 | 11.310    |
| 2002 | 4.447     |
| 2010 | 4.163     |

Anmerkung: Volkszählungsdaten

## Wirtschaft und Verkehr
Ortsbildendes Unternehmen ist das Wärmekraftwerk Nerjungrinskaja GRES mit einer Leistung von 570 MW, das zwischen 1983 und 1985 in Betrieb genommen wurde. Das Kraftwerk wird über eine Güterstrecke, die bei der Station Nerjungri-Passaschirskaja von der Amur-Jakutischen Magistrale (AJaM) abzweigt, mit Steinkohle aus einem Tagebau nordwestlich von Nerjungri versorgt.
Unmittelbar am westlichen Ortsrand von Serebrjany Bor verläuft die Fernstraße A360 Lena (bisher M56, Nummer noch bis 2017 alternativ in Gebrauch) umgangen, die Newer an der Fernstraße Amur mit Nischni Bestjach unweit der jakutischen Hauptstadt Jakutsk verbindet.